# Pegasus Airlines
Pegasus Airlines (em turco:  Pegasus Hava Taşımacılığı A.Ş.) é uma companhia aérea turca de baixo custo com sede na área Kurtköy de Pendik, Istambul com bases em vários aeroportos turcos.

## História
Em 1 de dezembro de 1989, duas empresas, a Net e a Silkar, se associaram à Aer Lingus para criar uma companhia charter charter incluída chamada Pegasus Airlines e serviços foram inaugurados em 15 de abril de 1990 com dois Boeing 737-400. Na mitologia grega, Pegasus (grego: Πήγασος, Pégasos, 'forte') era um cavalo alado criado por Poseidon, em seu papel de deus-cavalo e empobrecido pela Medusa Gorgon. No entanto, quatro meses após o lançamento, o Iraque invadiu o Kuwait e a ocupação de sete meses que se seguiu teve um efeito sério no turismo turco. Em 1992, os turistas começaram a voltar para o país e a Pegasus cresceu com a aquisição de um terceiro 737-400. A companhia aérea alugou mais dois Airbus A320 para atender a demanda de verão.
Após dois anos positivos, a Aer Lingus e a Net venderam suas ações na empresa em 1994 para a Yapi Kredibank, com sede em Istambul, tornando a Pegasus uma empresa puramente turca.
Em 4 de setembro de 1997, a Pegasus efetuou um pedido para um 737-400 e um 737-800 dos aviões comerciais da Boeing tornando-se o primeiro operador turco a fazer um pedido para o Boeing 737 Next Generation. A companhia aérea também assinou contratos de arrendamento para outros 10 737-800 do ILFC.
Em janeiro de 2005, a ESAS Holdings comprou a Pegasus Airlines e colocou Ali Sabanci como presidente. Dois meses depois, ele mudou a companhia aérea de uma companhia aérea charter, para uma companhia aérea de baixo custo. Em novembro de 2005, a Pegasus efetuou um pedido de 12 novos 737-800 da Boeing, que foi respaldado com uma ordem de 12 737-800s em novembro de 2008. A última ordem tem flexibilidade, já que as ordens podem ser alteradas para o 149 - assa 737-700 ou o 2157 assento 737-900 dependendo da demanda do mercado.
Em 2007, a Pegasus transportou mais passageiros na Turquia do que qualquer outra companhia aérea privada. Em 2008, carregou um total de 4,4 milhões de passageiros. [5] Em 2013, o tráfego de passageiros cresceu ainda mais para 16,8 milhões de passageiros transportados.
Em 2012, a Pegasus Airlines, a segunda maior companhia aérea da Turquia, assinou até 100 aeronaves A320neo Family (57 modelos A320neo e 18 A321neo), das quais 75 são pedidos firmes. Pegasus se torna um novo cliente da Airbus e a primeira companhia aérea turca a encomendar o A320neo. Esta foi a maior encomenda de avião comercial já colocada por uma companhia aérea no país naquele tempo, e foi anunciada em 18 de dezembro de 2012 em uma cerimônia em que participaram Binali Yıldırım, ministro turco dos Transportes. Em junho de 2012, a Pegasus Airlines comprou 49% da companhia aérea kirguistão Air Manas. 22 de março de 2013, a companhia aérea operou o seu primeiro voo sob a marca Pegasus Asia.
A empresa ofereceu 34,5% de suas ações ao público. As ações começaram a ser negociadas na Borsa Istanbul como BİST: PGSUS em 26 de abril de 2013.
Em outubro de 2016, a Pegasus Airlines anunciou oferecer três de suas aeronaves nos mercados ACMI e leasing, indicando a diminuição do número de passageiros.

## Assuntos Corporativos
- A Pegasus Airlines opera uma configuração interior de uma classe em todas as suas aeronaves. Um "Flying Cafe" está disponível para todos os passageiros, pelo que alimentos e bebidas são fornecidos por uma taxa adicional. A Pegasus também está considerando a instalação do In-Flight-Entertainment e o carregamento de fones de ouvido (atualmente, apenas as telas aéreas estão disponíveis em 737-800s selecionados e eles apenas exibem um mapa gerado por computador que mostra o progresso do voo). Todos os novos Boeing 737-800 chegaram depois de novembro de 2011 com o Boeing Sky Interior.
- Ao contrário da maioria das operadoras de baixo custo, a Pegasus administra seu próprio centro de treinamento de tripulação de voo e organização de manutenção, a Pegasus Technic. Ambos os centros são totalmente licenciados e são usados para treinar novos funcionários, tanto no chão como no ar.
- A Pegasus Airlines é um dos patrocinadores oficiais da Türk Telekom Arena, estádio recém-construído para o Galatasaray SK.
- A Pegasus Airlines foi nomeada a companhia aérea de baixo custo européia mais barata na pesquisa realizada em outubro de 2013 e novamente em junho de 2014.

## Frota

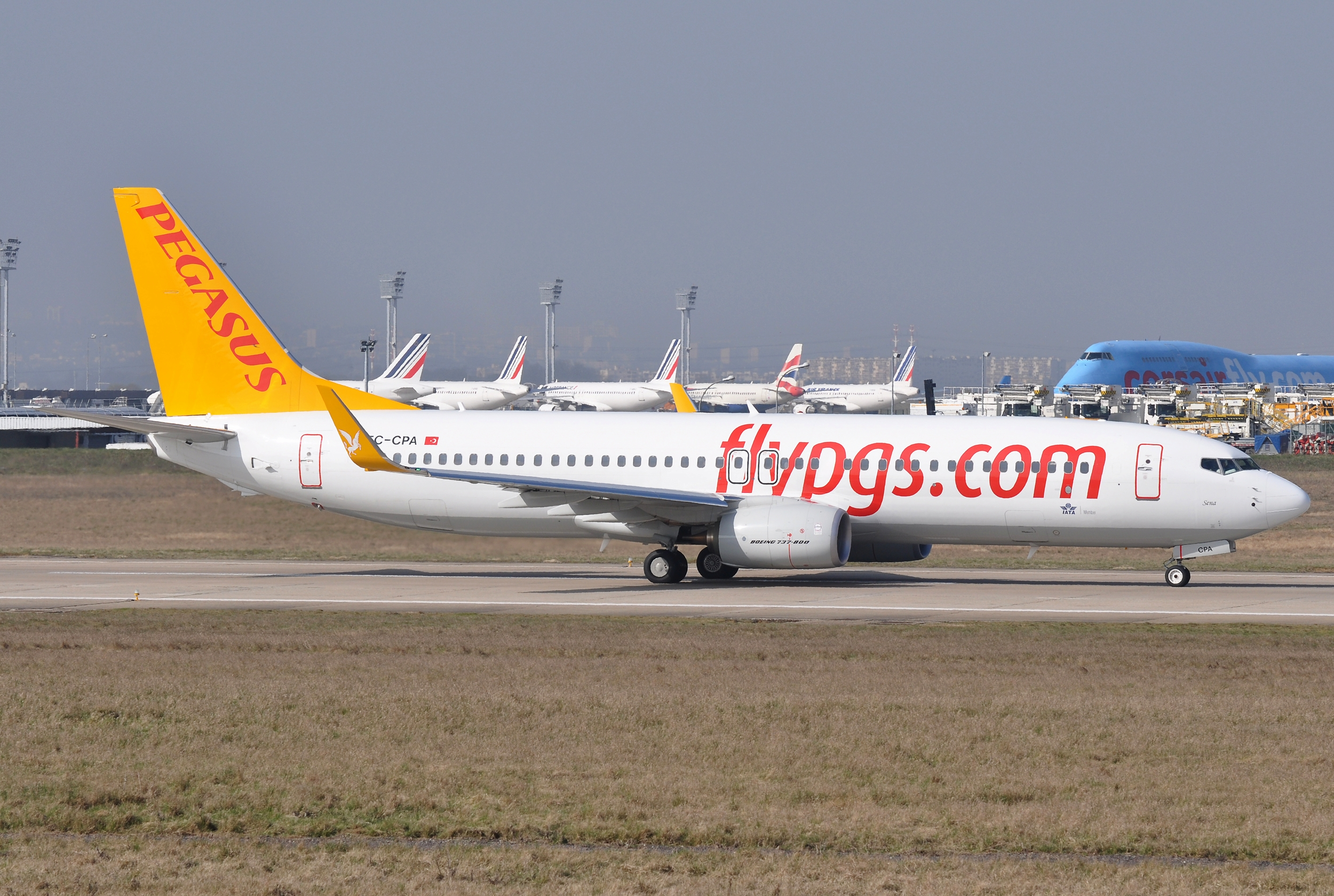
Boeing 737-800 da Pegasus Airlines.

| Avião           | Em serviço | Encomendas | Passageiros | Notas                     |
| --------------- | ---------- | ---------- | ----------- | ------------------------- |
| Airbus A320-200 | 12         | X          | X           | X                         |
| Airbus A320neo  | 43         | 03         | X           | X                         |
| Airbus A321neo  | 07         | X          | X           | X                         |
| Boeing 737-800  | 30         | X          | X           | 2 operados pela Air Manas |
| TOTAL           | 92         |            |             |                           |

## Incidentes ou Acidentes
- Em 10 de março de 2010 o voo 361 da Pegasus Airlines, operado pela IZair com um Airbus A319 em um voo de fretado, fez um pouso de emergência no aeroporto de Frankfurt, na Alemanha, após um mau funcionamento do trem de pouso dianteiro. O voo pousou em segurança, mas ambos os pneus do trem de pouso dianteiro estouraram. A pista 07R / 25L ficou fechada durante 3 horas até a retirada da aeronave. O trem de pouso sofreu o mesmo problema do voo 292 da JetBlue.
- Em 7 de fevereiro de 2014 o voo 751 da Pegasus Airlines, um Boeing 737, foi vítima de uma tentativa de sequestro por um passageiro ucraniano, Artem Kozlov, que afirmou ter uma bomba a bordo. O passageiro exigiu que fosse levado para Sochi, a cidade anfitriã das Olimpíadas de Inverno de 2014, onde a cerimônia de abertura estava ocorrendo. O avião pousou com segurança em Istambul.
- Em 13 de janeiro de 2018 o voo Pegasus Airlines 8622, operado por um Boeing 737-800, matrícula TC-CPF, partiu do aeroporto internacional de Esenboğa, Ankara para o aeroporto de Trabzon, onde derrapou na pista e caíram de um penhasco na lateral do aeroporto. Todas as 168 pessoas a bordo sobreviveram. A aeronave sofreu danos substanciais.
- Em 7 de janeiro de 2020 o voo Pegasus Airlines 747, operado por um Boeing 737-800, matrícula TC-CCK, que partiu do Aeroporto Internacional de Sharjah para o Aeroporto Internacional Sabiha Gökçen em Istambul, sofreu um incidente durante o pouso, a aeronave saiu da pista enquanto pousava no aeroporto. Os passageiros tiveram que desembarcar da aeronave por meio de slides. Ninguém ficou ferido.
- Em 5 de fevereiro de 2020 o voo Pegasus Airlines 2193, operado por um Boeing 737-800, matrícula TC-IZK, que partiu do Aeroporto de Esmirna-Adnan Menderes para o Aeroporto Internacional Sabiha Gökçen em Istambul, se acidentou, onde o mesmo saiu da pista ao aterrissar e partiu a fuselagem da aeronave em três partes, pegando fogo logo em seguida na parte exterior da aeronave, que foi controlado pelos bombeiros. A aeronave transportava 177 passageiros e seis tripulantes num total de 183 ocupantes, houve 3 mortes e 179 pessoas ficaram feridas.[4]